# 克桑西
克桑西（希臘語：Ξάνθη）是希腊东马其顿和色雷斯大区克桑西专区的市镇及该区首府。市镇面积为495.1平方公里，2021年人口数量为66,162人。
居民多为土耳其人。巴尔干战争期间曾被保加利亚占领，直到第一次世界大战结束后，保加利亚战败，该地划归希腊。旅游业兴盛，市内有大量拜占庭帝国和奥斯曼帝国留下的建筑。

## 市镇
现今范围的市镇设立于2011年地方政府改革中，由原两个市镇（克桑西和斯塔夫鲁波利斯）合并而成，原市镇则成为此市镇的两个市区。克桑西市区（即原克桑西市镇）的面积为153.116平方公里，2021年人口数量为65,240人。